# Cantón de Gerbéviller
El cantón de Gerbéviller era una división administrativa francesa, que estaba situada en el departamento de Meurthe y Mosela y la región de Lorena.

## Composición
El cantón estaba formado por diecinueve comunas:
- Essey-la-Côte
- Fraimbois
- Francoville
- Gerbéviller
- Giriviller
- Haudonville
- Lamath
- Magnières
- Mattexey
- Mont-sur-Meurthe
- Moriviller
- Moyen
- Rehainviller
- Remenoville
- Seranville
- Vallois
- Vathiménil
- Vennezey
- Xermaménil

## Supresión del cantón de Gerbéviller
En aplicación del Decreto n.º 2014-261 de 26 de febrero de 2014, el cantón de Gerbéviller fue suprimido el 22 de marzo de 2015 y sus 19 comunas pasaron a formar parte del nuevo cantón de Lunéville-2.